# Mimophis occultus
Mimophis occultus — вид змій родини піщаних змій (Psammophiidae). Ендемік Мадагаскару. Описаний у 2017 році.

## Поширення і екологія
Mimophis occultus мешкають в провінції Махадзанга на північному заході острова Мадагаскар. Вони живуть в сухих тропічних лісах.